# گریوه

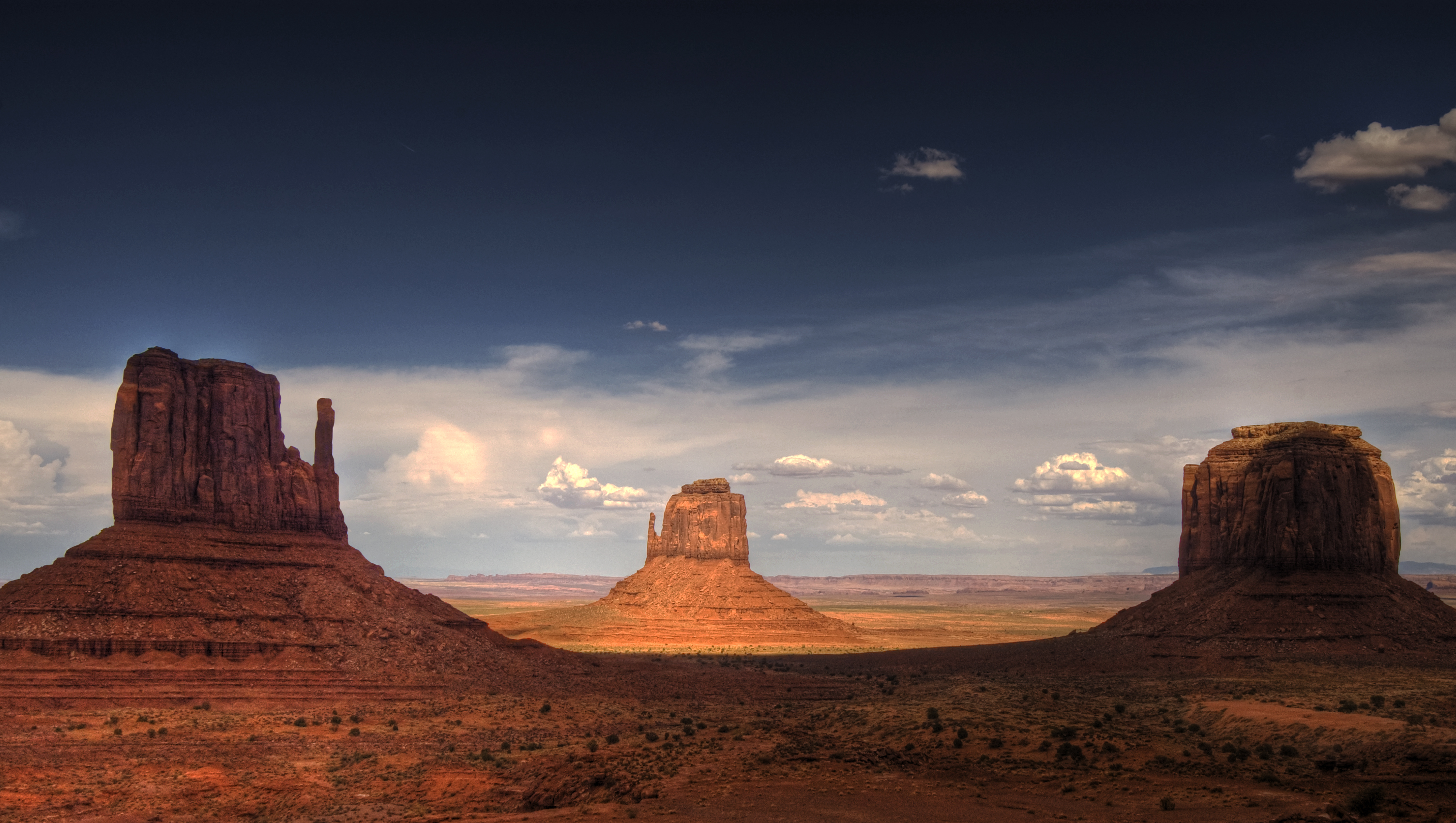
گریوه‌های دره یادبود، یوتا - آریزونا.

به تپه یا پشتهٔ جداافتاده در یک دشت گَریوه گفته می‌شود. گریوه‌ها به شکل تپه ای منزوی با اضلاع شیب‌دار، اغلب عمودی و بالای کوچک و نسبتاً مسطح هستند. گریوه‌ها سطوح کوچک‌تری نسبت به تخت‌تپه‌ها، فلات‌ها دارند. به دلیل شکل‌های متمایزشان، گریوه‌ها اغلب نشانه‌هایی برای مسیریابی در دشت‌ها و مناطق کوهستانی هستند. جغرافی دانان برای تمایز دو شکل زمین از این قاعده استفاده می‌کنند که بالای یک تخت‌تپه پهن‌تر از ارتفاع آن است، در حالی که سطح بالای گریوه باریک‌تر از ارتفاع آن است.
واژه گریوه در فارسی از واژه گَریو به معنای پشت گردن گرفته شده است.

## تشکیل
وقتی پوش‌سنگ سخت بر روی لایه‌ای از سنگ‌های کم‌مقاومت که در نهایت فرسوده می‌شود، پوشانده شود، گریوه‌ها در اثر هوازدگی و فرسایش تشکیل می‌شوند. سنگ سخت‌تر در بالای گریوه در برابر فرسایش مقاومت می‌کند. پوش‌سنگ از سنگ کمتر مقاوم زیر در برابر سایش باد محافظت می‌کند که باعث می‌شود آن را منزوی نگه دارد. از آنجایی که قسمت بالایی در اثر سایش و هوازدگی بیشتر فرسایش می‌یابد، مواد اضافی که می‌ریزند به شیب دامنه واریزه‌ای اطراف پایه می‌افزایند. در مقیاس بسیار کوچکتر، همین فرایند دودکش جن را تشکیل می‌دهد.

## گریوه‌های معروف در آمریکا
گریوه‌های میتن مانیومنت ولی در خط ایالت یوتا - آریزونا، دو مورد از متمایزترین و شناخته‌شده‌ترین گریوه‌ها هستند. این گریوه‌ها زمینه‌ای در صحنه‌های بسیاری از فیلم‌های با مضمون وسترن، از جمله هفت فیلم به کارگردانی جان فورد، فراهم کرد. برج شیاطین در شمال شرقی وایومینگ یک گریوه است که از سنگ آذرین کوژسنگ به‌جای ماسه‌سنگ، سنگ آهک یا سایر سنگ‌های رسوبی تشکیل شده است.

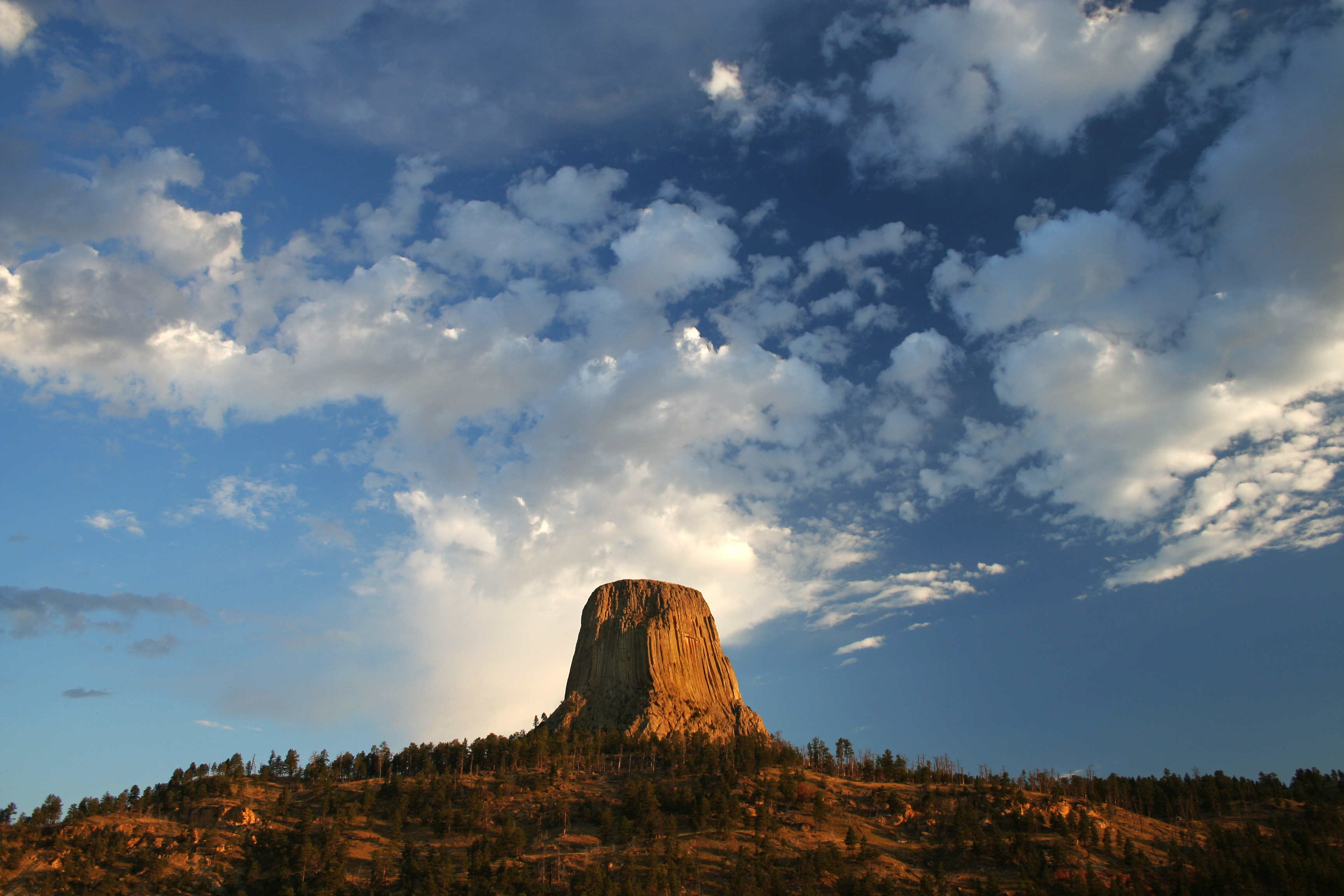
برج شیاطین در وایومینگ

## نگارخانه

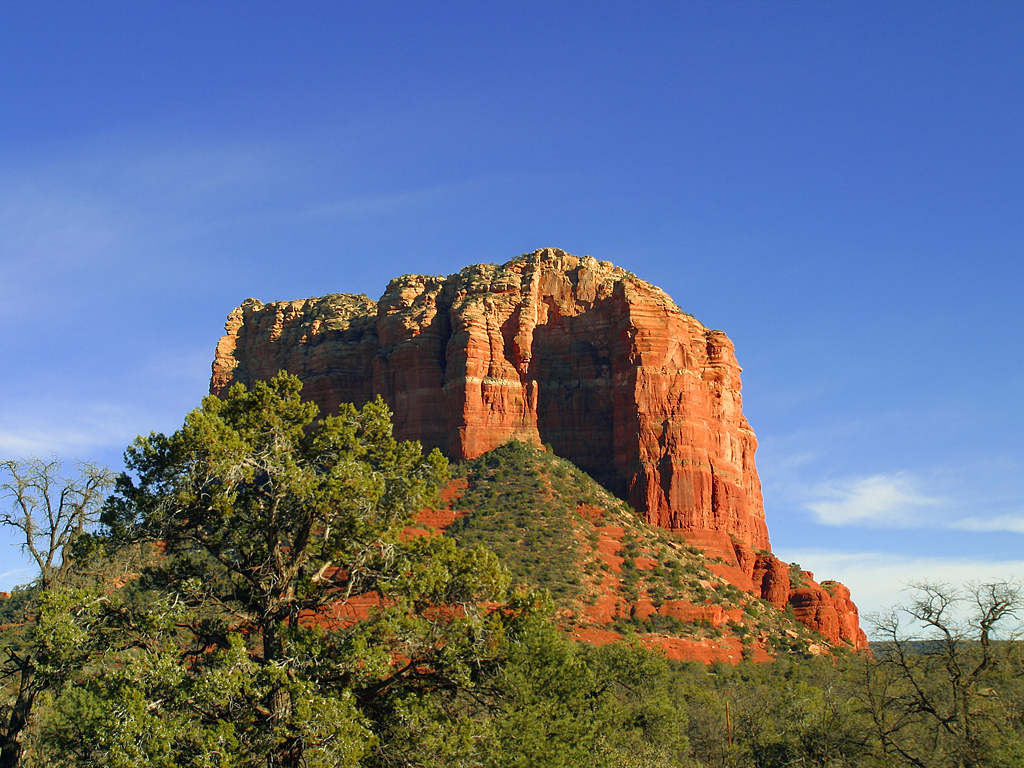
کورت بیوت در نزدیکی سدونا، آریزونا
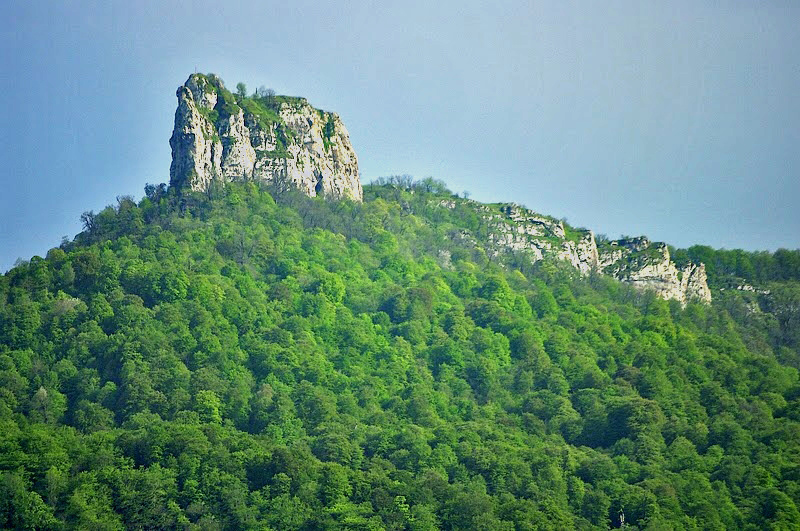
کاچاغاکابرد، خواجه‌لی، جمهوری آذربایجان
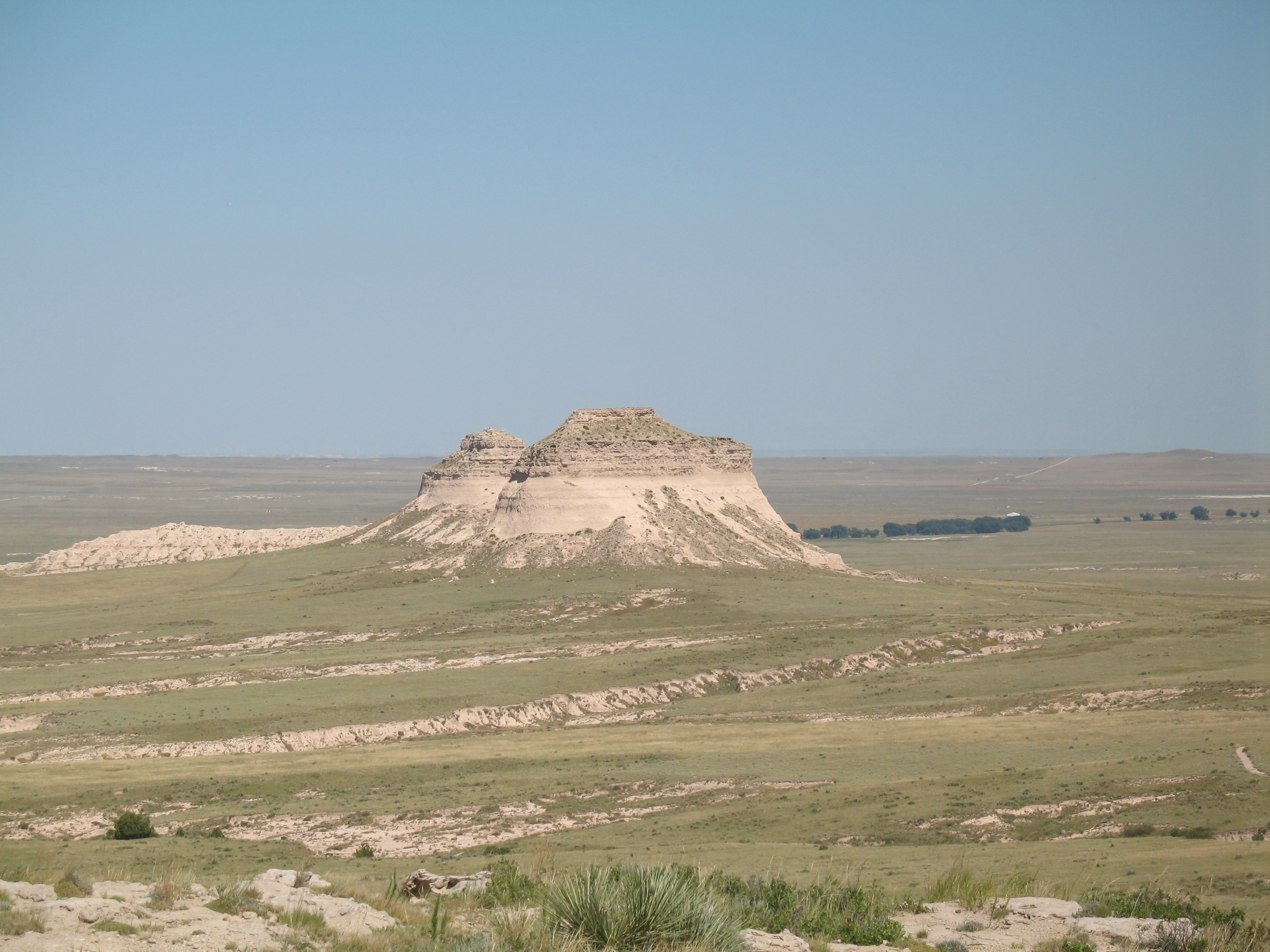
گریوه‌های پاونی، علفزار ملی پاونی، کلرادو
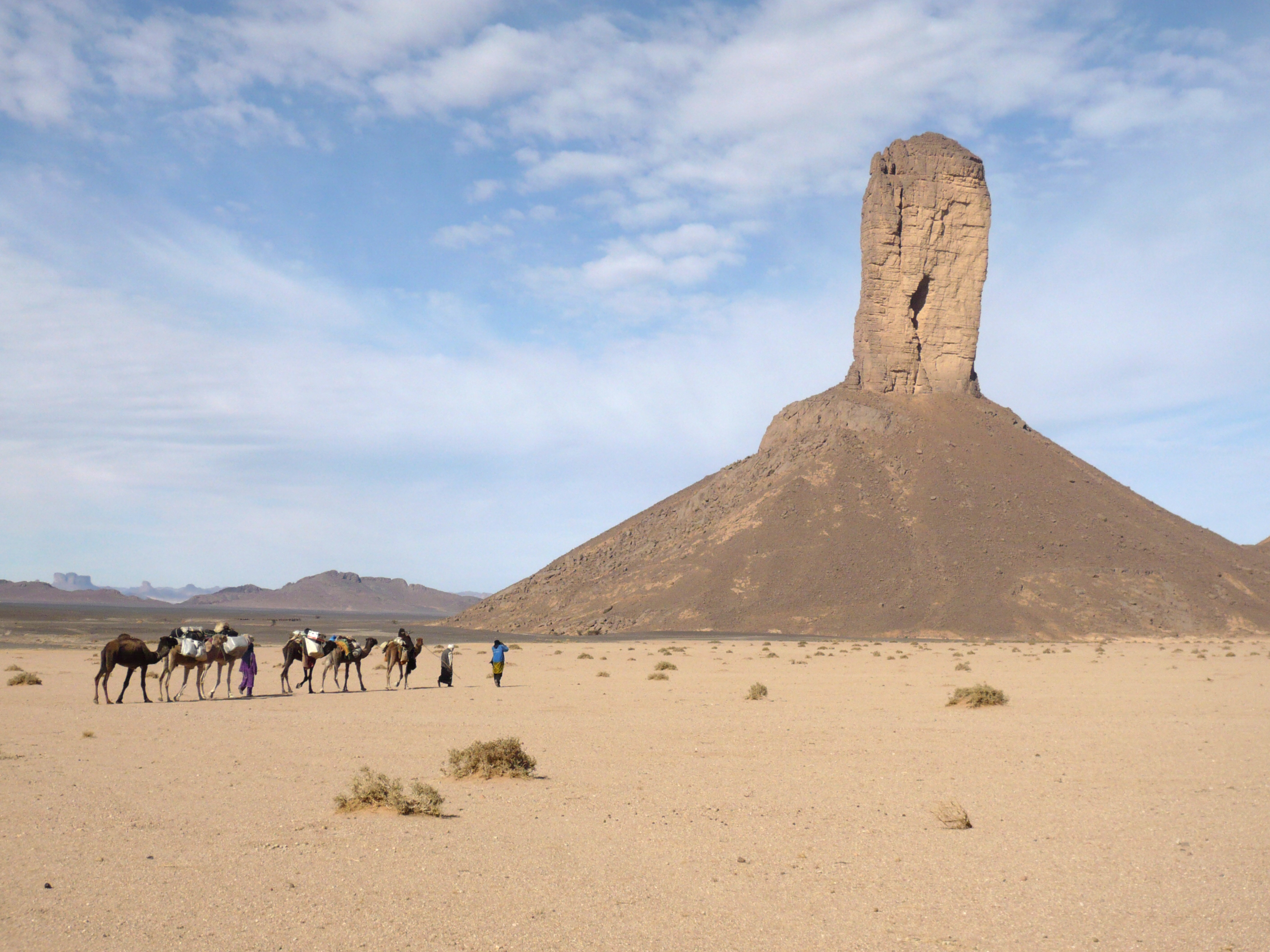
استان تامانراست ، الجزایر